# Al Ramadi
Yusuf ibn Hārūn ar-Ramādī ou Al-Ramadi (917-1012) est un poète hispano-arabe, panégyriste d'Al-Mansour et un des premiers auteurs de mouachahs, après Muqadam ibn Musafa et Ibn Abd Rabbihi. Hormis trois ans d'exil à Saragosse, il passa sa vie à Cordoue d'où il était probablement originaire. Son dérive de ramad (cendre) et non de la ville de Ramdi (Actuelle Libye)
Il vivait pendant le califat d'Al-hakam II et en 972, avant des troubles causés par la  guerre civile en al-Andalus (fitna), Al-Ramadi s'était établi dans la Taïfa de Saragosse gouvernée par Yahya ibn Muhammad ibn Hasim au Tuyibí, de la lignée arabe des toujibides, où diffusait les modes lyriques de Cordoue. Il est connu aussi bien comme panégyriste d'Al-Mansour que de son rival, le chambellan (juğğāb) Au-Muṣḥafī. On lui attribue une vie bohème, suivant l'exemple de Abū Nuwās, il aimait visiter les tavernes et même les couvents.
De famille pauvre, bien que appartenant à la tribu de Kindah, qui donna naissance à de grands poètes classiques tels que Imrū-l-Qays ou Au-Mutanabbī, il fut très célèbre dans l'Al-Ándalus  Califal. Enraciné dans la tradition de poésie arabe orientale, ses panégyriques consacrés aux toujibides de Saraqusta introduisaient un cadre spatial hispanique éloigné des déserts stériles de la poésie bédouine. D'après ce que nous transmit Ibn Bassām, ce fut le premier poète à adopter des nouveautés en poésie exprimée en dialectes andalous, aussi bien la rime interne de ses khadjas de ses mouachahs. Il cultiva également la poésie moderniste du style d'Abū Nuwās, dans des poèmes que conjuguaient le genre erotique (ġazal), floral (waṣf) et dionysiaque (jamriyyāt). Sa sensibilité se reflète dans ses vers de ce poème qui décrit un jardin:
« El mirto, la azucena, el jarmín lozano y el alhelí tienen gran mérito y con él se enseñorea el jardín.
Pero el mérito de la rosa es aún mayor.
¿Acaso es el mirto otra cosa que aroma que se extingue arrojado al fuego?
La rosa, aun marchita, deja en el agua perfume que perdura tras de ella.
El mal de la azucena es muy común: tras un instante baja a la tumba.
El jazmín es humilde en sus orígenes, pero su aroma es solemne y orgulloso.
El carácter del alhelí está trastornado, es como un ladrón, se despierta tras la oración de la noche.
La rosa es la señora de los jardines, aunque es sierva de la rosa de las mejillas. »
Grâce aux chroniques de l'époque, on suppose qu'il intervint dans une conjuration d'intellectuels contre Al Manzour, et qu'une fois celle-ci découverte, il fut condamné à ce que personne ne lui adresse la parole sous peine de châtiment. Il errait comme mort dans les rues de Cordoue. Sans qu'on ne sache dans quelles circonstances, il fut pardonné plus tard puisqu'il figurait dans l'aréopage de poètes qui accompagnèrent Al Mansour dans son expédition contre Barcelone en 985.

## Sources
- Fernand Andú Resano, El esplendor de la poesía en la Taifa de Zaragoza, Saragosse, Regarde, 2007  (ISBN 978-84-8465-253-3).
- Manuela Cortés García, La música en la Zaragoza islámica, Saragosse, Institut d'études islamiques et du Proche-Orient, 2009  (ISBN 978-84-95736-43-7).
- Teresa Garulo, La literatura árabe de Al-Andalus durante el siglo XI., Madrid, Hiperión, 1998  (ISBN 84-7517-501-5).
- Alberto Montaner Fruits, Introducción histórica al capítulo "El palacio musulmán" de La Aljafería (vol. I), Bernabé Cabañero Subiza e.a., Alberto Martínez (dir.), Saragosse, Cortes de Aragón, 1998, pp. 35-65  (ISBN 84-86794-97-8).
- Notices d'autorité :   - VIAF
  - ISNI
  - LCCN
  - Israël
  - WorldCat